# Walter Dean Vargas
Walter Dean Vargas (18 de octubre de 1971) es un deportista filipino que compitió en taekwondo. Ganó una medalla de bronce en el Campeonato Mundial de Taekwondo de 1993, y una medalla de plata en el Campeonato Asiático de Taekwondo de 1994.

## Palmarés internacional
| Campeonato Mundial  | Campeonato Mundial          | Campeonato Mundial | Campeonato Mundial |
| Año                 | Lugar                       | Medalla            | Categoría          |
| ------------------- | --------------------------- | ------------------ | ------------------ |
| 1993                | Nueva York (Estados Unidos) | Medalla de bronce  | –58 kg             |
| Campeonato Asiático |                             |                    |                    |
| Año                 | Lugar                       | Medalla            | Categoría          |
| 1994                | Manila ()                   | Medalla de plata   | –58 kg             |